# District de Gisagara
Le district de Gisagara est un district qui se trouve dans la Province du Sud du Rwanda.